# Ronde van Italië 2022/Zeventiende etappe
De zeventiende etappe van de Ronde van Italië 2022 wordt verreden op woensdag 25 mei van Ponte di Legno naar Lavarone. Het betreft een bergetappe over 165 kilometer.

## Uitslagen
| Ponte di Legno – Lavarone (165,0 km) |      |       |      |
| Plaats                               | Naam | Ploeg | Tijd |
| 1                                    |      |       |      |
| 2                                    |      |       |      |
| 3                                    |      |       |      |

| Algemeen klassement |      |       |      |
| Plaats              | Naam | Ploeg | Tijd |
| Roze trui           |      |       |      |
| 2                   |      |       |      |
| 3                   |      |       |      |

## Opgaven
- Harm Vanhoucke (Lotto Soudal): opgave tijdens de etappe
- Simon Yates (Team BikeExchange Jayco): opgave tijdens de etappe

1e etappe ·
2e etappe ·
3e etappe ·
4e etappe ·
5e etappe ·
6e etappe ·
7e etappe ·
8e etappe ·
9e etappe ·
10e etappe ·
11e etappe ·
12e etappe ·
13e etappe ·
14e etappe ·
15e etappe ·
16e etappe ·
17e etappe ·
18e etappe ·
19e etappe ·
20e etappe ·
21e etappe
Startlijst · Eindstanden · Afbeeldingen